# Горна Македония
Горна Македония (на гръцки: Áνω Μακεδονία, Ánō Makedonía) е географски и племенен термин, описващ една от двете части (заедно с Долна Македония), на които грубо се разделя Древна Македония. Горна Македония става част от царството в началото на IV век пр. Хр. и нейните жители получават равни политически права с жителите на Долна Македония. Горна Македония е разделена на областите Елимия, Еордея, Орестида, Линкестида, Пелагония, Девриоп, Атинтания, Тимфея и Дасаретия, обитавани от съответните племена.
Хекатей от Милет и Страбон описват тези планински македонски царства като част от Епир. С Горна Македония са свързани три династии от елинистическата епоха: Птолемеите (Лагиди) от Еордия, Селевкидите от Орестида и Антигонидите от Елимия.
В исторически план Горна Македония последователно е регион на царство Древна Македония и римска провинция Македония. Горна Македония е наричана от римляните и Първа Македония (на латински: Macedonia Prima) – след административната реформа на Диоклециан, когато е отделена от Втора Македония.
От съвременна гледна точка регионът е част от историко-географската област Македония, като средната и южната му част грубо съответстват на съвременната гръцка област Западна Македония, докато северната му част съответства на югоизточния дял от Северна Македония. През 2018 година се обсъжда смяна на името на Република Македония на Горна Македония.